# Афаджан, Эльчин
Эльчи́н Афаджа́н (тур. Elçin Afacan; род. 25 января 1991, Стамбул) — турецкая актриса

 кино и телевидения.

## Биография и карьера
Эльчин Афаджан родилась 21 января 1991 года в Стамбуле (Турция). Она окончила Государственную консерваторию Университета изящных искусств имени Мимара Синана.
В 2016 году Афаджан приняла участие в конкурсной программе «Наша комедия» и сыграла роль Гюльчин в телесериале «Внутри». В 2017 году она сыграла роль студентки в телесериале «Сумасшедшее сердце». В 2019 году сыграла роль Бесте Гюнеш в телесериале «История одной семьи». С 2020 по 2021 год Афаджан играла роль Мелек Юджель в телесериале «Постучись в мою дверь». В 2022 году она сыграла роль Гамзе в фильме «Что из меня получится?».

## Фильмография
| Год       |   | Русское название              | Оригинальное название | Роль                |
| --------- | - | ----------------------------- | --------------------- | ------------------- |
| 2016—2017 | с | Внутри                        | İçerde                | Гюльчин             |
| 2017      | с | Сумасшедшее сердце            | Deli Gönül            | студентка           |
| 2019      | с | История одной семьи           | Bir Aile Hikayesi     | Бесте Гюнеш         |
| 2020—2021 | с | Постучись в мою дверь         | Sen Çal Kapımı        | Мелек Юджель (Мело) |
| 2021      | ф | Четыре стены                  | Dört Duvar            | работница офиса     |
| 2022      | ф | Что из меня получится?        | Benden Ne Olur?       | Гамзе               |
| 2022      | с | Я спрятал тебя в своём сердце | Seni Kalbime Sakladım | Рейхан Коркмаз      |
| 2022—2023 | с | Крупье                        | Çöp Adam              | Мерьем Йылмаз       |